# 相馬港
相馬港（そうまこう）は、福島県相馬市にある港湾のひとつ。港湾法上の重要港湾、港則法上の特定港に指定され、福島県北部や宮城県南部の物流の要となっている。管理は福島県相馬港湾建設事務所。
昭和56年には全国で初めてエネルギー港湾の指定を受けた。

## 概要
- 1号埠頭…港の南端で南北に伸びる埠頭。セメント類を扱っている。
- 2号埠頭…港の中ほどにある東に突き出た埠頭。木材類を取り扱う。福島県道389号相馬港線の終点から程近い。
- 4号埠頭…石油資源開発による液化天然ガス基地が2018年3月28日から操業開始[1]。
- 5号埠頭…港の北端にある東西方向、南北方向ともに港で最も大きい埠頭。石油、石炭を取り扱うエネルギー港湾。

## 今後の相馬港
- 1号埠頭では、旅客化に向けた整備が行われ、またレジャーに対応する開発が行われる。
- 2号埠頭と5号埠頭の間に3号埠頭が整備される予定である。海上コンテナ類の貨物を担当し、物流拠点を担えるようになる。また3号埠頭は緊急時に多目的に活用される予定である。
- 5号埠頭もより効率的に危険物貨物物流が行えるように整備される。

## 2022年福島県沖地震による被害
2022年3月16日に発生した福島県沖地震（震度6強）により、相馬港は甚大な被害を受けた。ふ頭や岸壁などの港湾施設が被災し、被害額は約51億円（2021年福島県沖地震の10倍）に達した。

## 周辺
- 松川浦県立自然公園
- 相馬中核工業団地
- 相馬共同火力発電新地発電所…1号、2号埠頭の間にある。
- 中磯海岸 - 相馬港石炭埠頭北側にある砂浜[6]
- 原釜尾浜 - 相馬港の南側の松川浦新漁港との間にある砂浜[6]。原釜尾浜海水浴場がある。